# Rahotep (vizir de Ramsès II)
Pour les articles homonymes, voir Rahotep.
Rahotep (également nommé Parahotep) est un vizir de Ramsès II (XIXe dynastie).
Deux vizirs portant le nom de (Pa)rahotep sont connus sous le règne de Ramsès II ; il semble, d'après les nombreuses attestations, qu'ils aient appartenu à la même famille :
- Le vizir (Pa)rahotep d'Abydos, originaire d'Abydos est attesté en l'an 42 de Ramsès II[2] ; sa tombe, bien qu'elle n'ait pas été retrouvée, doit probablement être recherchée à Saqqarah[3].
- (Pa)rahotep de Sedment, neveu par alliance du précédent, inhumé à Sedment et sa tombe retrouvée par Flinders Petrie[4],[5] durant la campagne de fouilles qui eut lieu du 17 décembre 1920 au 25 avril 1921.

## Généalogie
Fils de  Pahemnetjer, grand prêtre de Ptah de Memphis, Rahotep exerce cette haute responsabilité sur la Basse-Égypte. À la fin de sa carrière il succède dans la charge pontificale memphite à Khâemouaset en l'an 55 de Ramsès II ainsi que dans celle de grand des voyants du culte de Rê à Héliopolis devenant ainsi l'un des plus importants personnages du royaume. 
Originaire d'Hérakléopolis, sa tombe a été retrouvée à Sedment non loin de la ville consacrée au dieu Hérichef.